# Xyloiuloidea
A Xyloiuloidea az ikerszelvényesek (Diplopoda) osztályának ezerlábúak (Chilognatha) alosztályába, ezen belül a Juliformia öregrendjébe tartozó fosszilis öregcsalád.

## Rendszertani besorolásuk
A Xyloiuloidea állatcsoport taxonómiai története 1895-ben kezdődött, amikor is Orator F. Cook, amerikai botanikus és entomológus leírta és megnevezte a Xyloiulidae családot. 1969-ben, Richard L. Hoffman szintén amerikai zoológus leírta a Nyraniidae és Plagiascetidae családokat, és ezeket a Cook taxonjával együtt behelyezte a ma is élő Spirobolida rendbe. 2006-ig ez így is maradt, viszont abban az évben a paleontológusok két új fajt, melyet az újonnan létrehozott Gaspestriidae nevű családba foglaltak össze. Ezek az új fajok rokonságot mutatnak az addig felfedezett fosszilis fajokkal, azonban jóval eltérnek az élő Spirobolida rendbéliekkel. E tények miatt a fosszilis családokat kivonták az élő rendből és összefoglalták a fosszilis öregcsaládba, a Xyloiuloideába. A kivonás után még nem sikerült megfelelő rendet alkotni nekik, azonban még mindig a Juliformia öregrend részeiként tartják számon.

## Előfordulásuk
Az idetartozó ízeltlábúak a kora devon és a késő karbon korszakok között éltek. Maradványaikat Európában és Észak-Amerikában fedezték fel.

## Megjelenésük
Mint a Juliformia csoport többi tagjának, a Xyloiuloidea-fajoknak is hosszú és hengeres testűk van. A külső vázukat úgynevezett szkleritek, azaz megkeményedett lemezszerű részecskék alkotják; ezek a szkleritek testrésztől függően három típusúak lehetnek: hasi lemezek, oldallemezek vagy háti lemezek, azaz tergitek. Ez a három lemez, minden szelvényen össze van forrva, gyűrűt alkotva az ízeltlábú teste körül. A felnőtt állatoknak 40-50 darab gyűrűjük lehet. A rövid lábaik, csak a testmagasság felét teszik ki. A páncéljaikon, fajtól függően különböző sűrűségben, párhuzamos, apró dudorsorok vannak.

## Rendszerezés
Az öregcsaládba az alábbi 4 család tartozik:
- †Gaspestriidae
- †Nyraniidae
- †Plagiascetidae
- †Xyloiulidae

## Fordítás
- Ez a szócikk részben vagy egészben  a   Xyloiuloidea című angol Wikipédia-szócikk ezen változatának fordításán alapul.  Az eredeti cikk szerkesztőit annak laptörténete sorolja fel. Ez a jelzés csupán a megfogalmazás eredetét és a szerzői jogokat jelzi, nem szolgál a cikkben szereplő információk forrásmegjelöléseként.